# Mario Luna Sarmiento
Mario Benito Luna Sarmiento (Provincia de Córdoba, Argentina, 19 de octubre de 1958) es un exfutbolista y entrenador de fútbol argentino. En la actualidad está sin equipo.

## Trayectoria
Mario Luna como jugador pasó su trayectoria profesional en distintos equipos profesionales de Argentina, Estados Unidos, España y la Selección Nacional de Argentina.
Después de iniciar su carrera en el fútbol argentino con el Club Atlético Colón y tras su paso por el Club Atlético All Boys donde fue un jugador importante en el ataque del equipo de tal forma que llegó a estar en el once ideal de la fecha 10 del torneo argentino en el Seleccionado de Clarín. Sus buenas actuaciones le valen para fichar a la edad de 21 años por el club norteamericano Washington Diplomats en donde compartió con figuras como Johan Cruyff y Thomas Rongen.
Luna llegó al Real Valladolid en 1981 por 5 millones y medio de pesetas, después de un periodo de prueba con el equipo pucelano. Anotó dos goles con el equipo pucelano en encuentro contra el Racing de Santander en partido de pretemporada. Para 1982 pasa al Elche Club de Fútbol.
Luego pasa cedido al Palencia Club de Fútbol, donde tiene destacada actuaciones, entre las que destacan un gol de bella factura ante el Rayo Vallecano de Madrid en el minuto 57 en partido que ganaría su equipo 1-0. Por último, en 1983 llega en calidad de préstamo al Club Deportivo Tenerife.
Para la temporada 1986-1987 se concreta su regreso al fútbol argentino con el Club Estudiantes de La Plata, para de allí nuevamente regresar en 1988 a la Segunda división B con el Club Deportivo Maspalomas, en el cual se mantendría hasta 1991, año en que decide retirarse del fútbol.
Ya como entrenador su carrera se ha desarrollado principalmente en la Primera división de España y Segunda división de España, además de la categorías juveniles del fútbol español. Inició su andadura como entrenador en la temporada 1991-1992 en el juvenil del Unión Deportiva Almería, luego en la temporada 1992-1993 dirige al Unión Deportiva Alfacar de la Regional Preferente de Andalucía. Para 1993-1994 estuvo vinculado al Granada Club de Fútbol como 2° entrenador del primer equipo.
Luna estuvo vinculado al Real Racing Club de Santander en dos periodos, primero en la temporada 1996-1997 como auxiliar técnico y luego en la temporada 2000-2001 como 2° entrenador, estando el equipo bajo la dirección técnica de Gustavo Benítez. Posteriormente dirige al Al Khaleej C.F de Primera División de los Emiratos Árabes Unidos  en la temporada 2001-2002. En 2002 regresa al Granada Club de Fútbol en Segunda división B como director deportivo, cargo que mantendría hasta 2004.
El momento icónico de la carrera de Luna llega en la Primera División de España 2005/06 cuando dirige al Deportivo Alavés, club presidido en ese entonces por el polémico empresario ucraniano Dmitry Piterman. Luna debutó en el banquillo en la jornada 24 frente al Real Madrid Club de Fútbol en el Estadio Santiago Bernabéu, con derrota de 3-0 con derrota para el Deportivo Alavés. Como hecho curioso en este partido el presidente del club Dmitry Piterman declinó sentarse en el palco, para presenciar el partido desde el banquillo con la credencial de utilero del equipo. Luna se mantuvo al frente del equipo hasta el final de temporada sumando 17 puntos (11 goles a favor, 14 en contra), producto de 4 victorias (Sevilla Fútbol Club (2-1), Real Club Celta de Vigo (1-0), Real Betis Balompié (2-0), Real Club Deportivo de La Coruña) (1-0), 6 empates (Real Racing Club de Santander(2-2), Cádiz Club de Fútbol (0-0), Real Club Deportivo Español (0-0), Athletic Club (0-0), Real Club Deportivo Mallorca (0-0)) y 6 derrotas(Real Madrid Club de Fútbol (3-0), Villarreal Club de Fútbol (3-2), Club Atlético Osasuna (2-1), Club Atlético de Madrid (0-1), Valencia Club de Fútbol (3-0), Real Zaragoza (3-0)). A partir de la jornada 28 de la Segunda División de España 2006/07 Luna volvió a dirigir al Deportivo Alavés, y obtuvo 2 empates (Unión Deportiva Almería (2-2), Cádiz Club de Fútbol (1-1) y posteriormente 3 derrotas consecutivas (Club Deportivo Castellón (2-0), Hércules Club de Fútbol (3-2), Unión Deportiva Salamanca (2-0)). Debido a los malos resultados Luna dimite después de 5 jornadas al frente del equipo.
Entre 2007-2008 se convierte en director deportivo de Best International, para luego en la temporada 2008-2009 asumir el cargo de Mánager deportivo del Club Deportivo Estudiantes Tecos del Futbol mexicano. Por último, en la temporada 2010-2011 dirigió a la Agrupación Deportiva Cerro de Reyes Badajoz Atlético de la Segunda División B de España. 
A partir de 2012 Luna desempeña el cargo de mánager general de España Sport Academy en Abu Dhabi.

### Como jugador
| Club                         | País           | Año       |
| ---------------------------- | -------------- | --------- |
| CA Colón                     | Argentina      | 1977-1978 |
| CA All Boys                  | Argentina      | 1978-1980 |
| Washington Diplomats         | Estados Unidos | 1980      |
| Real Valladolid              | España         | 1981-1982 |
| Elche CF                     | España         | 1982      |
| Palencia CF (cedido)         | España         | 1982-1983 |
| CD Tenerife (cedido)         | España         | 1983-1985 |
| Club Estudiantes de La Plata | Argentina      | 1986-1987 |
| UD Las Palmas                | España         | 1988-1991 |

### Como entrenador
| Club                                      | País                   | Año       |
| ----------------------------------------- | ---------------------- | --------- |
| UD Almería (juvenil)                      | España                 | 1991-1992 |
| UD Alfacar                                | España                 | 1992-1993 |
| Granada CF (2° entrenador)                | España                 | 1993-1994 |
| Racing de Santander (auxiliar técnico)    | España                 | 1996-1997 |
| Racing de Santander (2° entrenador)       | España                 | 2000-2001 |
| Al Khaleej                                | Emiratos Árabes Unidos | 2001-2002 |
| Granada CF (Director deportivo)           | España                 | 2002-2004 |
| Deportivo Alavés                          | España                 | 2005-2006 |
| Deportivo Alavés                          | España                 | 2006-2007 |
| Best International (Director deportivo)   | España                 | 2007-2008 |
| CA Estudiantes Tecos (Director deportivo) | México                 | 2008-2009 |
| AD Cerro de Reyes                         | España                 | 2010-2011 |